# Proteína de transferencia de éster de colesterol
La proteína de transferencia de éster de colesterol (CETP en inglés), también llamada proteína de transferencia de lípidos plasmáticos, es una proteína plasmática que facilita el transporte de ésteres de colesterol y triglicéridos entre las lipoproteínas. Recolecta los triglicéridos desde las VLDL o LDL y las intercambia por ésteres de colesterol de HDL, y viceversa. La mayoría del tiempo, sin embargo, CETP hace un heterointercambio, cambiando triglicérido por un éster de colesterol, o bien un éster de colesterol por un triglicérido.

## Genética
El gen de CETP está localizado en el cromosoma 16 (16q21).

## Estructura de la Proteína
La estructura cristalina de esta proteína de transporte CETP es la de un dímero de dos enlaces de dominio de Lípido Tubular (TUbular LIpid o TULIP en inglés). Cada dominio consiste en un núcleo de 6 elementos: 4 hojas beta formando una super hélice extendida; 2 elementos flanqueando que tienden a incluir algunas hélices alfa. Las hojas se envuelven alrededor de las hélices para producir un cilindro de 6 x 2.5 x 2.5 nm. CETP contiene dos de estos dominios que interactúan cara a cara vía una interfase hecha de 6 hojas beta, 3 de cada protómero. El mismo pliegue es compartido por proteínass de Inducción de Permeabilidad Bacteriana (por ejemplo: BPIFP1 BPIFP2 BPIFA3 y BPIFB4), proteína de transferencia de fosfolípido (PLTP por sus siglas en inglés), y una larga proteína tipo PLUNC (del inglés Palate, Lung and Nasal Epithelium Clone Protein). El pliegue es similar al de los dominios intracellares de SMP, y que se originan en bacterias. La estructura cristaloide de CETP ha sido obtenida con enlace a inhibidor de CETP. Sin embargo, esto no ha resuelto la duda sobre si CETP funciona como un lípido tubular o shuttle.

## Papel en la enfermedad
Raras mutaciones que llevan a la reducción de la función de CETP han sido vinculadas a aterosclerosis acelerada. En contraste, un polimorfismo (I405V) del gen CETP que lleva a bajos niveles séricos también han sido vinculados a una excepcional longevidad y a una respuesta metabólica a la intervención nutricional. Sin embargo, esta mutación también aumenta la prevalencia de enfermedades cardiaca coronarias en pacientes con hipertrigliceridemia. La mutación D442G, que baja los niveles CETP y aumenta los niveles de HDL también aumenta la enfermedad cardiaca coronaria.
Ácido Elaidico, uno de los principales componentes de las grasas trans, aumenta la actividad de CETP.

## Farmacología
Así como HDL puede mitigar la aterosclerosis y otras enfermedades cardiovasculares, y ciertos estados de enfermedad como el síndrome metabólico que presenta bajo nivel de HDL, la inhibición farmacológica de CETP está siendo estudiada como una forma de mejorar los niveles de HDL. Para ser específico, en un estudio de 2004, el pequeño agente molecular torcetrapib mostró que puede aumentar los niveles de HDL, tanto solo como con estatinas, y bajar los de LDL cuando se co-administra con estatinas. Los estudios en el ámbito cardiovascular, sin embargo, son ampliamente decepcionante. Mientras confirmaron el cambio en los niveles de lípidos, la mayoría reportó un aumento en la presión sanguínea, sin cambiar la aterosclerosis., y, en un ensayo combinando torcetrapib con atorvastatina, se produjo un aumento en los eventos cardiovasculares y en la mortalidad.
Un compuesto relacionado con torcetrapib, Dalcetrapib (nombre de investigación JTT-705/R1658), también fue estudiado, pero los ensayos se terminaron. Aumenta los niveles de HDL en un 30%, comparado al 60% de torcetrapib. Dos inhibidores de CETP estaban en desarrollo previamente. Uno era anacetrapiob de Merck, el cual en estudios iniciales no aumentó la presión sanguínea. En 2017, su desarrollo fue abandonado por Merck. El otro era evacetrapib de Eli Lilly, el que falló en ensayor de Fase 3.

## Lectura adicional
- «[Distribution of sphingosine 1-phosphate in plasma lipoproteins and its role in the regulation of the vascular cell functions]». Tanpakushitsu Kakusan Koso. Protein, Nucleic Acid, Enzyme 47 (4 Suppl): 480-7. March 2002. PMID 11915346.
- «Cholesteryl ester transfer protein: a novel target for raising HDL and inhibiting atherosclerosis» (Free full text). Arteriosclerosis, Thrombosis, and Vascular Biology 23 (2): 160-7. February 2003. PMID 12588754. doi:10.1161/01.ATV.0000054658.91146.64. Archivado desde el original el 23 de febrero de 2013. Consultado el 26 de julio de 2019.
- «Concerted actions of cholesteryl ester transfer protein and phospholipid transfer protein in type 2 diabetes: effects of apolipoproteins». Current Opinion in Lipidology 18 (3): 251-7. June 2007. PMID 17495597. doi:10.1097/MOL.0b013e3280e12685.